# Michal Novotný
Michal Novotný (* 1. Juli 1981 in Prag) ist ein ehemaliger tschechischer Snowboarder. Er startete im Snowboardcross und nahm an zwei Olympischen Winterspielen sowie sechs Snowboard-Weltmeisterschaften teil.

## Werdegang
Novotný, der für den ASC Dunkla Prag startete, nahm erstmals im Januar 2001 am Kronplatz am Snowboard-Weltcup der FIS teil, wobei er den 47. Platz errang. In der Saison 2002/03 kam er bei den Snowboard-Weltmeisterschaften 2003 am Kreischberg auf den 28. Platz und holte bei der Winter-Universiade 2003 in Piancavallo die Goldmedaille. In der folgenden Saison erreichte er mit siebten Plätzen in Berchtesgaden und Jōetsu seine ersten Top-Zehn-Platzierungen im Weltcup und zum Saisonende den 29. Platz im Snowboardcross-Weltcup. In der Saison 2004/05 kam er bei den Snowboard-Weltmeisterschaften 2005 in Whistler auf den 28. Platz und triumphierte bei den tschechischen Meisterschaften. Nach sieben Platzierungen außerhalb der ersten Zehn im Weltcup in der Saison 2005/06, belegte er in Turin bei seiner ersten Teilnahme an Olympischen Winterspielen den 13. Platz und holte in Furano seinen ersten Weltcupsieg. Zudem wurde er tschechischer Meister und errang den 24. Platz im Snowboardcross-Weltcup. In der Saison 2006/07 gewann er mit den Plätzen 16, zwei und eins die Snowboardcross-Wertung des Europacups. Beim Saisonhöhepunkt, den Snowboard-Weltmeisterschaften 2007 in Arosa, kam er auf den 37. Platz. Zudem errang er den 18. Platz im Snowboardcross-Weltcup. In der folgenden Saison siegte er erneut bei den tschechischen Meisterschaften und erreichte mit zwei Top-Zehn-Platzierungen den 14. Platz im Snowboardcross-Weltcup. 
Nach den Plätzen 24 und 22 zu Beginn der Saison 2008/09, wurde Novotný in Bad Gastein Zweiter und belegte bei den Snowboard-Weltmeisterschaften 2009 in Gangwon den 29. Platz. Zum Saisonende holte er in Chiesa in Valmalenco seinen zweiten Weltcupsieg und erreichte mit dem 13. Platz im Gesamtweltcup sowie dem vierten Rang im Snowboardcross-Weltcup seine besten Gesamtergebnisse. In den folgenden Jahren belegte er bei den Olympischen Winterspielen 2010 in Vancouver den 16. Platz und bei den Snowboard-Weltmeisterschaften 2011 in La Molina den 15. Platz. Außerdem siegte er bei den tschechischen Meisterschaften 2012 und kam im Snowboardcross-Weltcup auf die Plätze 35, 28 und 48. In der Saison 2012/13 errang er mit zwei Top-Zehn-Platzierungen den 15. Platz im Snowboardcross-Weltcup. Beim Saisonhöhepunkt, den Weltmeisterschaften im Januar 2013 im Stoneham, belegte er den 42. Platz. Im folgenden Monat wurde er erneut tschechischer Meister. Seinen 75. und damit letzten Weltcup absolvierte er im Januar 2014 in Vallnord-Arcalís, welchen er auf dem 44. Platz beendete.

## Teilnahmen an Weltmeisterschaften und Olympischen Winterspielen

### Olympische Winterspiele
- 2006 Turin: 13. Platz Snowboardcross
- 2010 Vancouver: 16. Platz Snowboardcross

### Snowboard-Weltmeisterschaften
- 2003 Kreischberg: 28. Platz Snowboardcross
- 2005 Whistler: 28. Platz Snowboardcross
- 2007 Arosa: 37. Platz Snowboardcross
- 2009 Gangwon: 29. Platz Snowboardcross
- 2011 La Molina: 15. Platz Snowboardcross
- 2013 Stoneham: 42. Platz Snowboardcross

## Weltcupsiege und Weltcup-Gesamtplatzierungen

### Weltcupsiege
| Nr. | Datum         | Ort                  | Disziplin      |
| --- | ------------- | -------------------- | -------------- |
| 1.  | 17. März 2006 | Furano               | Snowboardcross |
| 2.  | 20. März 2009 | Chiesa in Valmalenco | Snowboardcross |

### Weltcup-Gesamtplatzierungen
| Saison  | Gesamt | Gesamt | Snowboardcross | Snowboardcross |
| Saison  | Punkte | Platz  | Punkte         | Platz          |
| ------- | ------ | ------ | -------------- | -------------- |
| 2000/01 | -      | -      | 4              | 103.           |
| 2002/03 | -      | -      | 97             | 61.            |
| 2003/04 | -      | -      | 806            | 29.            |
| 2004/05 | -      | -      | 316            | 41.            |
| 2005/06 | 1287   | 72.    | 1287           | 24.            |
| 2006/07 | 608    | 98.    | 608            | 18.            |
| 2007/08 | 1650   | 50.    | 1650           | 14.            |
| 2008/09 | 3150   | 13.    | 3150           | 4.             |
| 2009/10 | 350    | 151.   | 350            | 35.            |
| 2010/11 | -      | -      | 700            | 28.            |
| 2011/12 | -      | -      | 210            | 48.            |
| 2012/13 | -      | -      | 1050           | 15.            |
| 2013/14 | -      | -      | 76             | 62.            |